# オオバ
株式会社オオバは、東京都千代田区神田錦町三丁目に本社を置く総合建設コンサルタント会社。都市・地域計画、復旧・復興業務の売上高は業界1位である。

## 沿革
- 1922年10月1日 - 大場宗憲が和地工務所の経営を継承し、東京市芝区琴平町にて創業。
- 1930年 - 商号を大場宗憲土木事務所に変更し、東京府豊多摩郡代々幡町代々木富ヶ谷に移転。
- 1945年 - 商号を大場土木建築事務所に変更。
- 1947年10月1日 - 株式会社大場土木建築事務所と改組。
- 1969年 - 東京都目黒区に新本社ビル（青葉台4-4-12-101）完成、移転。
- 1971年 - 商号を株式会社オオバに改称。
- 1972年6月 - 東証2部上場。
- 1999年 - ISO 9001を全社認証取得。
- 2001年 - ISO 14001を全社認証取得。
- 2011年 - 日本都市整備を相鉄ホールディングスとの株式交換契約により完全子会社化。
- 2015年8月25日 - 東証1部へ指定替え。
- 2018年8月7日 - コーポレートロゴマークを変更。
  - 12月 - 本社および東京支店を東京都千代田区神田錦町に移転。

## 関連会社
- 近畿都市整備株式会社<旧社名：株式会社オオバクリエイト>（連結子会社）
- 日本都市整備株式会社（連結子会社）
- 東北都市整備株式会社（連結子会社）
- 株式会社おおぎみファーム（連結子会社）
- 大場都市環境設計コンサルタント（瀋陽）有限公司